# Свети Георги (Серменин)
Вижте пояснителната страница за други значения на Свети Георги.
„Свети Великомъченик Георги“ или „Свети Георгий“ (на македонска литературна норма: „Свети Георгиј“, „Свети Ѓорѓи“) е възрожденска православна църква в гевгелийското село Серменин, югоизточната част на Северна Македония. Част е от Повардарската епархия на Македонската православна църква. Църквата е изградена в 1834 година и цялостно обновена в края на века от Андон Китанов. Възобновена е в 1940 година. Църквата е трикорабна, с равни дървени тавани и с полукръгла олтарна апсида отвън на източната стена, украсена с пет плитки ниши. Покривната конструкция е двускатна, подпряна на два реда колони от по четири стълба. На иконостаса има икони от XIX век. Има прекрасни резбовани царски двери, дело на Андон Китанов. Фреските са от 1847 година, обновени в 1951 година от гевгелийския живописец Георги Хаджиников.